# Sautens
Sautens ist eine Gemeinde im Bezirk Imst (Gerichtsbezirk Silz) in Tirol in Österreich mit 1603 Einwohnern (Stand 1. Jänner 2024).

## Geographie
Sautens liegt am Eingang des Ötztales, auf zwei breiten, postglazialen Murkegeln des Lehn- und des Schoadlerbaches. Das Gelände von Haderlehn ist, wie auf der gegenüber liegenden Talseite die Bergschulter von Ötzerau, ein vom Ötztaler Gletscher abgeschliffenes Hochrelief.
Die abseits der Hauptverkehrsstraße gelegene Gemeinde setzt sich aus mehreren Ortsteilen zusammen, die heute in einer langgezogenen Häuserreihe zu einem Ortskern verbunden sind. Südöstlich liegen die Weiler Ritzlerhof und Haderlehn. Das Gebiet liegt im Sommer in sonniger und windgeschützter Lage und weist ein besonders mildes Klima auf, was Landwirtschaft, besonders Obstanbau, möglich macht. Ein Teil der Ernte wird vor Ort zu Obstler verarbeitet. Daneben hat sich der Ort in jüngerer Vergangenheit auch durch andere Brennerzeugnisse einen Namen gemacht. Es gab bei Prämierungen bereits mehrere Landessiege.

### Kalendarische Besonderheit
Aufgrund der imposanten Höhe des im Nachbarort Oetz befindlichen Acherkogels, kann man in Sautens außergewöhnliche Sonnenaufgänge erleben. Die physikalischen Gesetzmäßigkeiten der Beugungserscheinungen des Lichts bewirken, dass an der rund neun Kilometer Luftlinie entfernten Spitze des Berges der kalendarische Frühjahrs- und Herbstbeginn angezeigt werden, und zwar in einem Korridor von nicht ganz 100 Metern.

### Nachbargemeinden
|        | Haiming                                     |      |
| Roppen | Kompassrose, die auf Nachbargemeinden zeigt | Oetz |
|        | Umhausen                                    |      |

## Geschichte
Ab dem 8. Jahrhundert ließen sich Bajuwaren auf den beiden Murkegeln nieder. Der Tiroler Weinbauverband spricht davon, dass der Weinanbau in der vordersten Ötztaler Gemeinde bereits 965 urkundlich erwähnt worden sei. Seit dem 14. Jahrhundert sind mehrere Höfe belegt, die verschiedenen Grundherren gehörten.
Im 18. Jahrhundert wurde oberhalb von Sautens wenig ergiebig nach Kupferkies geschürft. Bis 1836 war Sautens noch mit Oetz verbunden, danach wurde es eine eigenständige Gemeinde.
Muren bedrohte immer wieder das Gemeindegebiet, doch schon seit 1903 wurden umfangreiche Verbauungsmaßnahmen getroffen.
Nach dem Eisenbahnbau durch das Oberinntal (1884) und der Errichtung der neuen Straße von Ötztal-Bahnhof nach Oetz am rechten Ufer der Ötztaler Ache wurde die alte Dorfstraße, von Roppen ("Ötzbrugg") kommend, bedeutungslos. Mit dem Bau einer Brücke über die Ache und einer Straße nach Sautens wandelte sich das ehemals bäuerliche Dorf zu einem Fremdenverkehrsort.
Vermutlich im 18. Jahrhundert ist in den Sautner Feldern eine 14 Zentimeter hohe Metallfigur gefunden worden, welche Venus, die römische Göttin der Liebe, dargestellt haben soll. Dies berichtete jedenfalls der Archäologe Franz Miltner in der Zeit des Zweiten Weltkrieges. Er meinte allerdings auch, dass die Figur verschwunden sei. Erhalten geblieben ist indes eine Zeichnung der Statue, die aus dem Ende des 18. Jahrhunderts stammt.

### Name
Sautens ist vermutlich schon seit vorgeschichtlicher Zeit besiedelt und so wird auch vom Ortsnamen angenommen, dass er vorrömischen Ursprungs sei. Er ist 1288 erstmals in Urkunden zu finden und wird meist zu keltisch *sūtā (‚Feuchtgebiet‘) gestellt.

### Bevölkerungsentwicklung
EinwohnerJahr400600800100012001400160018001860189019201950198020102040EinwohnerEinwohnerentwicklung von Sautens

## Kultur und Sehenswürdigkeiten

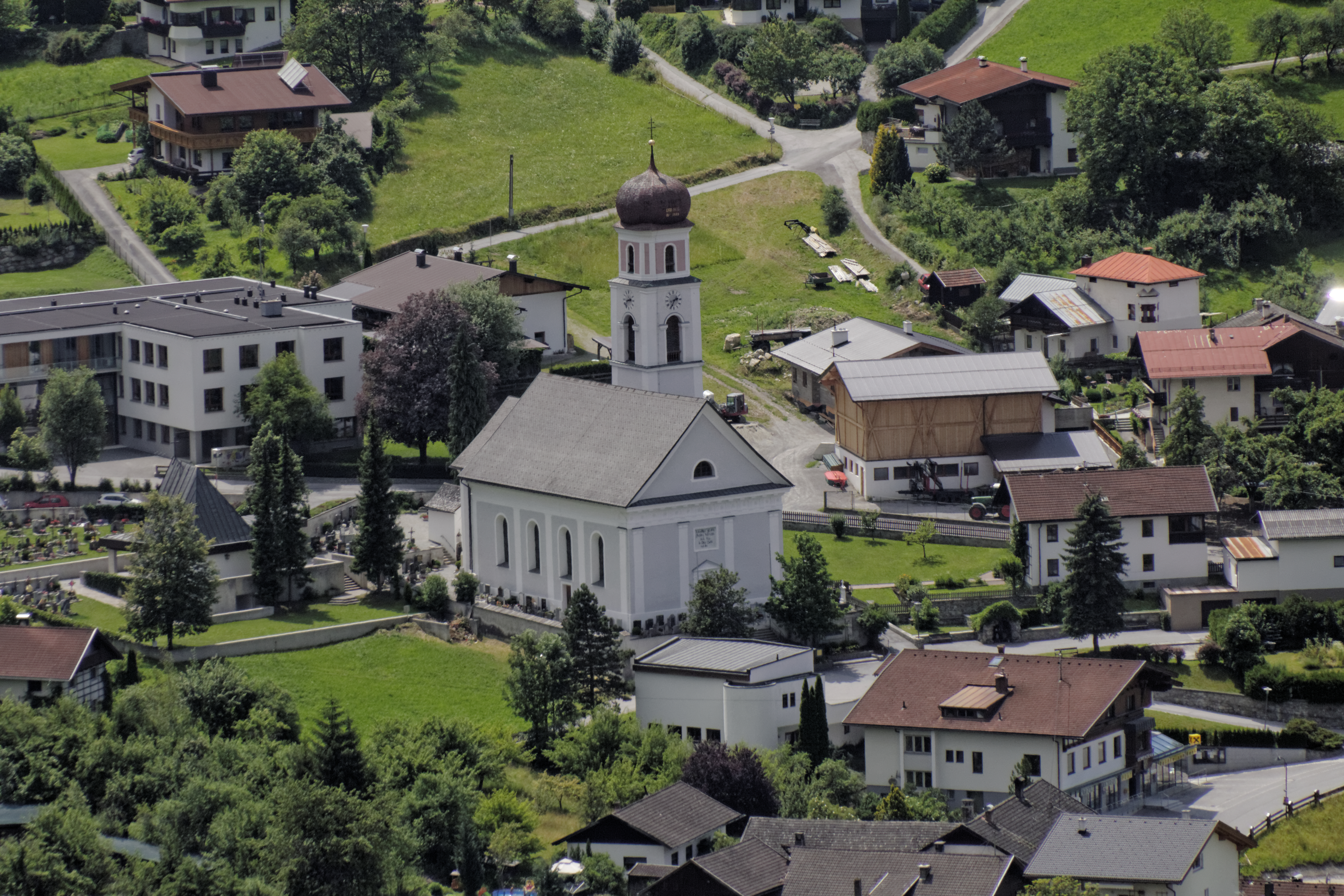
Neue Pfarrkirche (2013)

- Alte Pfarrkirche: 1517 erbaut und zu Ehren des Heiligen Wolfgang und Oswald geweiht, zweimal vergrößert, dient seit der Einweihung der neuen Pfarrkirche (1831 im Stil des Spätklassizismus) profanen Zwecken
- Nach der Errichtung der Kuratie Ötz wurde Sautens 1646 eine Filiale derselben
- 1786 Lokalie
- Neue Pfarrkirche: 1828 bis 1830 im Stil des Spätklassizismus erbaut, 2007 renoviert
- 1891 selbstständige Pfarre[5]
- Unregelmäßig findet zur Fasnacht eine „Maschgarade“ statt, die vom  Sautner Maschgarar-Verein organisiert wird. Höhepunkt ist der Flitschelarlauf, bei dem ausgewählte Akteure in ein bis zu 30 kg schweres Kostüm schlüpfen, das aus den Deckblättern von Maiskolben („Flitschenknöpfe“) hergestellt wird.[6]

## Wirtschaft und Infrastruktur

### Wirtschaftssektoren
Von den 35 landwirtschaftlichen Betrieben des Jahres 2010 wurden 3 im Haupt-, 27 im Nebenerwerb, 2 von Personengemeinschaften und 3 von juristischen Personen geführt. Diese drei bewirtschafteten mehr als drei Viertel der Flächen. Im Produktionssektor arbeiteten 34 der 41 Erwerbstätigen in der Bauwirtschaft. Die wichtigsten Arbeitgeber des Dienstleistungssektors waren die Bereiche soziale und öffentliche Dienste (41), Beherbergung und Gastronomie (29), freiberufliche Dienstleistungen (13) und der Handel (10 Mitarbeiter).
| Wirtschaftssektor            | Anzahl Betriebe | Anzahl Betriebe | Erwerbstätige | Erwerbstätige |
| Wirtschaftssektor            | 2011            | 2001            | 2011          | 2001          |
| ---------------------------- | --------------- | --------------- | ------------- | ------------- |
| Land- und Forstwirtschaft 1) | 35              | 35              | 9             | 3             |
| Produktion                   | 16              | 10              | 41            | 36            |
| Dienstleistung               | 62              | 51              | 100           | 123           |

1) Betriebe mit Fläche in den Jahren 2010 und 1999
| Im Jahr 2011 lebten 635 Erwerbstätige in Sautens. Davon arbeiteten 113 in der Gemeinde, 82 Prozent pendelten aus. Sautens hat zwei Saisonen. Die Anzahl der Übernachtungen stieg von 96.000 im Jahr 2011 auf 108.000 im Jahr 2018 und sank im COVID-Jahr 2020 auf 78.000. | Die zur Anzeige dieser Grafik verwendete Erweiterung wurde dauerhaft deaktiviert. Wir arbeiten aktuell daran, diese und weitere betroffene Grafiken auf ein neues Format umzustellen. (Mehr dazu) |

### Verkehr
- Eisenbahn: Die Arlbergbahn verläuft knapp nördlich der Gemeinde im Inntal. Der nächste Bahnhof Ötztal ist rund fünf Kilometer entfernt.[13]
- Straße: Die Ötztalstraße B186 führt die östliche Gemeindegrenze entlang und bildet eine direkte Verbindung zur Inntal Autobahn A12.

## Politik

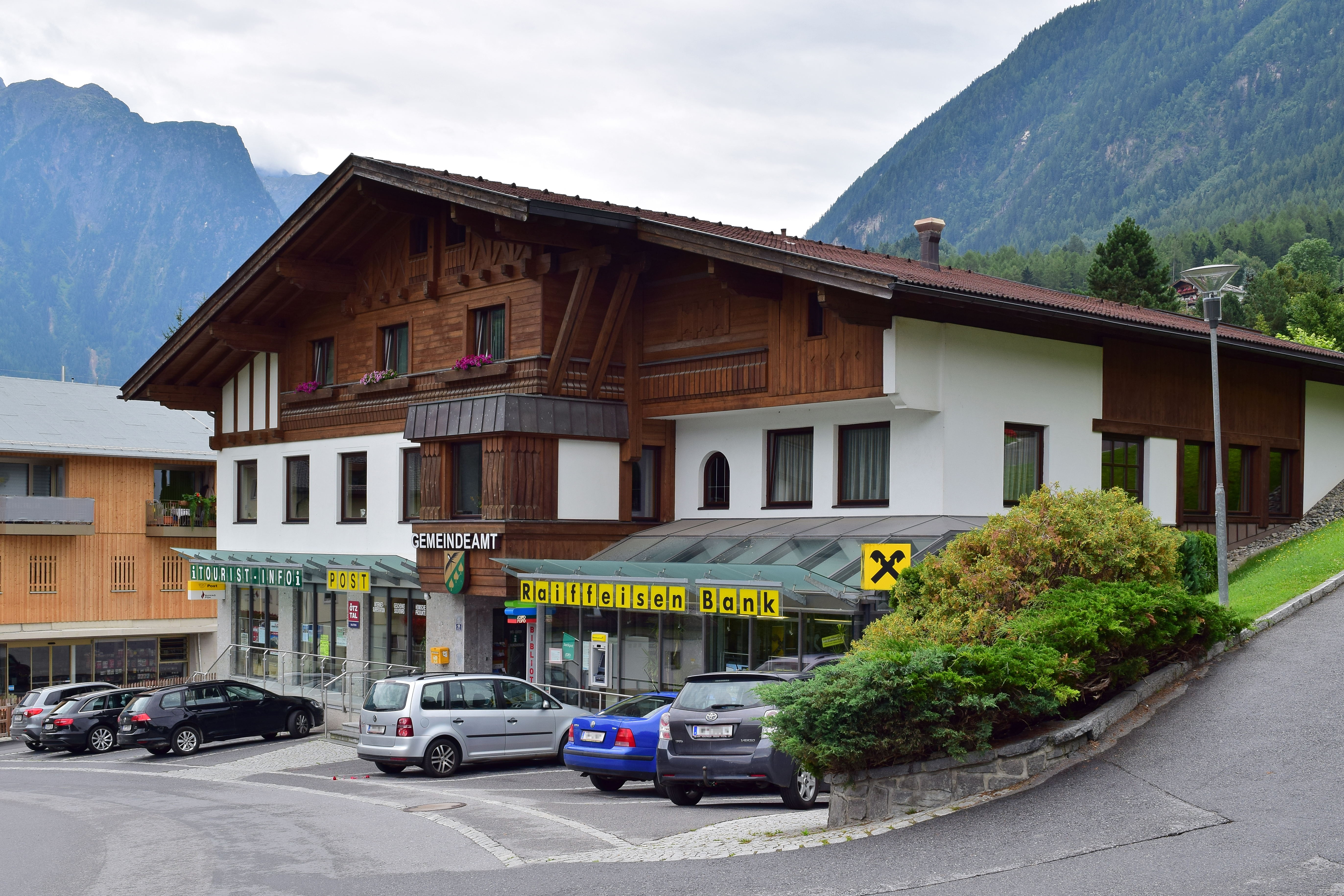
Gemeindeamt

### Gemeinderat
Der Gemeinderat besteht aus 13 Mandataren.
| Partei                                                                 | 2022  | 2022    | 2016  | 2016    | 2010  | 2010    |
| Partei                                                                 | %     | Mandate | %     | Mandate | %     | Mandate |
| ---------------------------------------------------------------------- | ----- | ------- | ----- | ------- | ----- | ------- |
| Pro Sautens, Miteinander, Füreinander Unser Dorf! (SAUTENS)            | 51,75 | 7       |       |         |       |         |
| Mit Sicherheit nach Vorne – Bürgermeisterliste – Fredi Köll (FREDI) 1) | 48,25 | 6       | 46,07 | 6       | 44,44 | 6       |
| Sautner Impulse                                                        |       |         | 53,93 | 7       |       |         |
| Gemeinsam in die Zukunft gehen                                         |       |         |       |         | 15,96 | 2       |
| Allgemeine Liste Sautens                                               |       |         |       |         | 28,84 | 4       |
| Liste Sautens – Aktiv in die Zukunft                                   |       |         |       |         | 10,76 | 1       |

1) Die Partei trat 2010 unter dem Namen „Mit Sicherheit nach vorne - Neue Bürgermeisterliste - Team Fredi Köll“ an.

### Bürgermeister
bis 2022 Manfred Köll
seit 2022 Bernhard Gritsch

### Gemeindewappen
Der Gemeinde wurde 1968 folgendes Wappen verliehen: In einem von Gold und Grün links schräg geteilten Schild im goldenen Feld eine schräg rechts fliegende, schwarze Schwalbe und im grünen drei herzförmige mit der Spitze nach oben zeigende, parallel zur Schrägteilung gereihte goldene Blätter.
Die Schrägteilung weist auf die steile Hanglage hin, die Blätter und die Schwalbe stehen für den landwirtschaftlichen Charakter der Gemeinde.

## Persönlichkeiten

### Ehrenbürger
- Josef Maria Köll (1928–2008), Abt im Stift Stams

### Söhne und Töchter der Gemeinde
- Matthias Bernhard Braun (1684–1738), Barockbildhauer
- Theres Strigl (1824–1908), Malerin
- Anton Rettenbacher (1922–1945), NS-Widerstandskämpfer